# 小林元喜
小林 元喜（こばやし もとき、1978年〈昭和53年〉 - ）は、日本のノンフィクション作家。

## 人物・来歴
1978年、山梨県甲斐市生まれ。法政大学経済学部卒業。早稲田大学大学院公共経営研究科修了。法政大学在学中より作家の村上龍のアシスタントとしてリサーチ、ライティングを開始。『共生虫ドットコム』(講談社)、『13歳のハローワーク』(幻冬舎)等の制作に携わる。卒業後は東京都知事(当時)の石原慎太郎公式サイトの制作・運営、登山家の野口健のマネージャー等を務める。野口健のマネージャーを計10年務めるが、その間、野口健事務所への入社と退職を3度繰り返す中で、様々な職を転々とする。
2022年、『さよなら、野口健』（集英社インターナショナル）が「第19回開高健ノンフィクション賞」および「2022年 Yahoo ! ニュース|本屋大賞 ノンフィクション本大賞」にノミネート。
2024年10月に『親友失格』が小学館ノンフィクション大賞の最終候補作にノミネート。
同作は筆者の親友であり、2022年5月18日にアラスカにて43年の生涯を閉じた山岳カメラマン・平賀淳との関係性を描いている。
現在は都内にあるベンチャー企業に勤務しながら執筆活動を続けている。

## 著書
- 『さよなら、野口健』（集英社インターナショナル） 2022年3月